# 粉色小菇
粉色小菇（學名：Mycena rosea）是小菇屬的一種蕈類，最早由丹麥植物學家海因里希·克里斯蒂安·弗里德里希·舒馬克描述，並取名為Agaricus roseus，1912年由Gramberg改為現名。

## 外形
粉色小菇的蕈傘剛長出時呈凸狀，成長後漸成扁平，其直徑可達6公分，蕈褶與蕈柄連生（adnate），擔孢子大小為6.5-9乘以4.5-5微米，孢子印則為白色。1996年發表的一新種Mycena sororius與本種非常相似，其擔孢子大小為7.5-10乘以4.8-5.5微米，比本種的稍大，不過兩物種精準的鑒別尚須仰賴蛋白質電泳。

## 生物活性物質
粉紅小菇的子實體有兩種紅色的吡咯並喹啉醌色素mycenarubin A與mycenarubin B，為本種所獨有，其結構與海綿分泌的damirone類似，可能是由色胺酸與S-腺苷甲硫氨酸所合成。

## 外部連結
- 粉色小菇在Index Fungorum中的資訊